# Thorpe St Peter
Thorpe St Peter est une paroisse civile et un village du Lincolnshire, en Angleterre.